# Lobelia gregoriana
Lobelia gregoriana är en klockväxtart som beskrevs av Baker f. Lobelia gregoriana ingår i släktet lobelior, och familjen klockväxter.

## Underarter
Arten delas in i följande underarter:
- L. g. elgonensis
- L. g. gregoriana
- L. g. sattimae